# Sagartiogeton abyssorum
Sagartiogeton abyssorum är en havsanemonart som beskrevs av Oscar Henrik Carlgren 1942. Sagartiogeton abyssorum ingår i släktet Sagartiogeton och familjen Sagartiidae. Inga underarter finns listade i Catalogue of Life.